# Muzej Curaçao
Muzej Curaçao (nizozemsko : Curaçaosch Museum, Papiamentu : Museo di Kòrsou ) je muzej umetnosti in kulturne zgodovine v Curaçau. Muzej je bil odprt 7. marca 1948 in je najstarejši muzej v Curaçau, ki še obstaja. Muzej se nahaja v nekdanji vojaški bolnišnici.

## Zgodovina
Leta 1946 je Chris Engels ustanovil Muzejsko fundacijo Curaçao, da bi ustvaril muzej o umetnosti in kulturni zgodovini Nizozemskih Antilov, ki sta ga delno financirala vlada in skupnost Curaçaoancev, ki je za projekt zbrala 80.000 ƒ.  Muzej so odprli leta 1948 v nekdanji vojaški karantenski bolnišnici Mundo Nobo. Stavbe so iz leta 1853 in so bile med letoma 1951 in 1953 preoblikovane v en kompleks.
Muzej vsebuje veliko zbirko predmetov iz pretekle zgodovine, kot so pohištvo, artefakti in tradicionalna kurasaoanska kuhinja. Predmeti so od 18. do začetka 20. stoletja. Obstaja velika zbirka slik, kipov in risb. V kleti je razstava zgodovine ameriških staroselcev  Curaçaa.
Muzej vsebuje tudi lokomotivo prve rudarske železnice  in pilotsko kabino Snipa, prvega letala, ki je pristalo na Curaçau z Nizozemske. 
Na ozemlju je botanični vrt z drevesi in rastlinami, ki so na Curaçau postale redke.  V vrtu skulptur so kipi borcev za svobodo Luisa Briona in Manuela Piara.
Muzej Curaçao redno organizira razstave lokalnih in mednarodnih umetnikov. Leta 1954 je organizirala prvo razstavo Vincenta van Gogha na Karibih.  Med umetniki, ki so razstavljali v muzeju Curaçao, so Hendrik Chabot, Edgar Fernhout, Wim Schuhmacher, Jan Sluyters in Carel Willink .  Eksibishon di nos Arte (Razstava naše umetnosti) je razstava, ki je organizirana vsakih pet let za predstavitev lokalne umetniške scene.

## Stavba
Muzej se nahaja v nekdanji vojaški bolnišnici Mundo Novo (novi svet). Vlada je kupila plantažo Plantersrust in leta 1892 na vrhu hriba zgradila vojaško bolnišnico.  Objekt je sestavljen iz ločenih enot, povezanih z galerijami. Razglašena je za spomenik. Med drugo svetovno vojno je bila stavba uporabljena kot internacijsko taborišče za judovske ženske in otroke, ki so bili izkrcani na obalo.

## Poglej tudi
- Seznam kariljonov